# 鳄鱼河
《鳄鱼河》（英語：Crocodile River），是一部1965年上映的香港電影，屬於文藝片，發行商為邵氏兄弟有限公司，由罗维指导，张彻編劇，並由张冲、李婷等人参与演出。
影片主要讲述的两个仇家的子女相互爱恋的故事。

## 故事大綱
有一对恋人，他们是大学同学，并且相爱，但是其家庭却是世仇，并且隔着他们两家有一条满是鳄鱼的湖水。
虽说他们的爱情不被家里人看好，但是他们还是决定通过自己的努力来让他们在一起。

## 演員表
- 刘亮华
- 李婷
- 张冲
- 石燕

## 职员表
- 導演：羅維
- 編劇：張徹
- 製作人：邵仁枚
- 原創音樂：王居仁
- 攝影：潘秀佛
- 剪輯：姜興隆
- 副導演/助理導演：徐大川

## 其他
- 为了拍摄的作品充满真实，拍摄组在泰国的一条有鳄鱼的河附近进行拍摄。
- 最初计划好的女主演因为要去美国深造，所以后来主演由李婷担任。